# Kladovo
Kladovo (serb. Kladovo/Кладово) ist eine Stadt in Serbien in der Opština Kladovo und im Bezirk Bor. Sie ist Verwaltungshauptstadt der gleichnamigen Gemeinde.

## Name

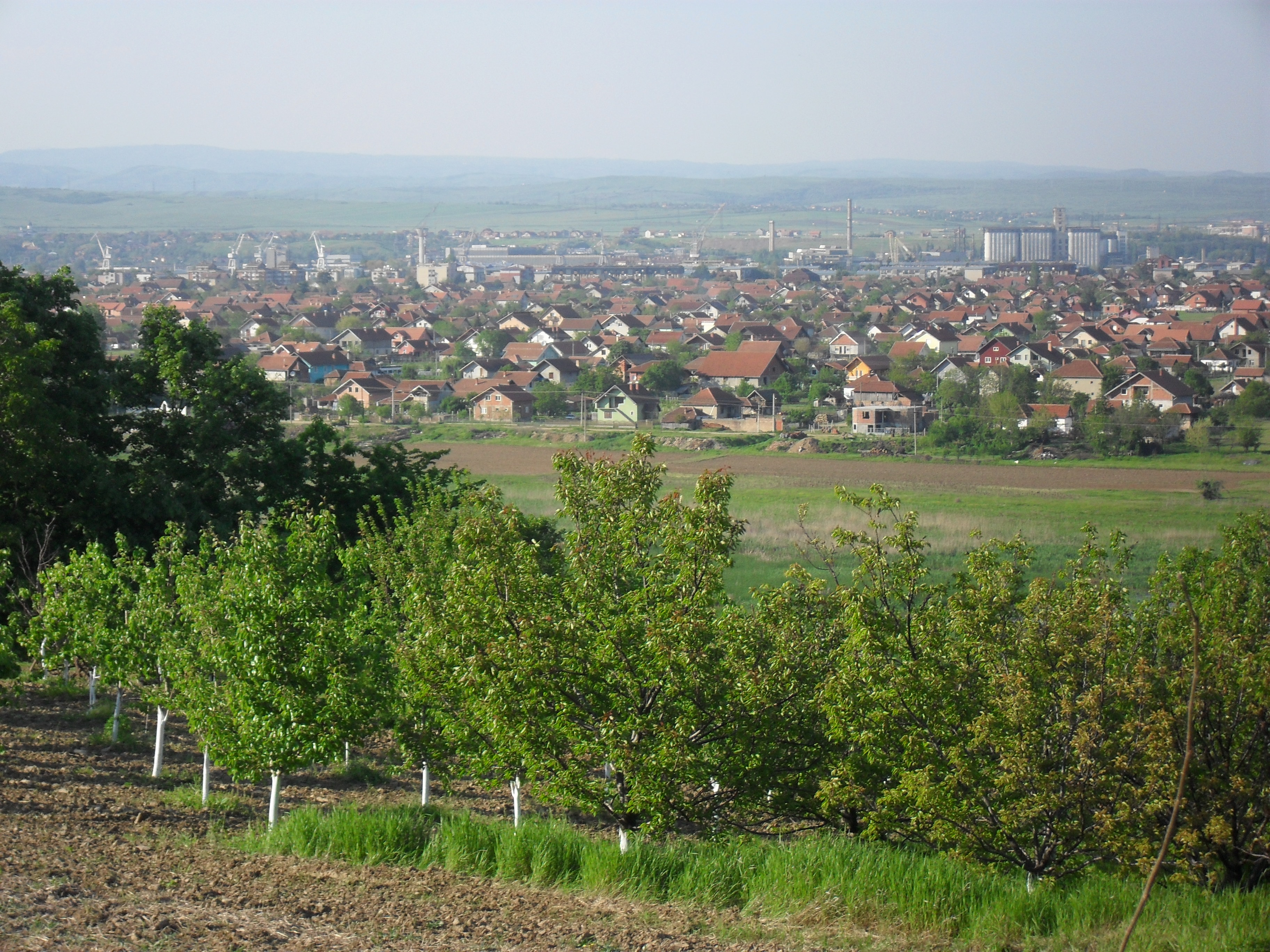
Panorama von Kladovo

Im Serbischen heißt die Stadt Kladovo, auf Rumänisch ist sie unter dem Namen Claudia bekannt.
Während der Zeit des römischen Reiches hieß die Stadt Zanes. Danach haben Slawen die Stadt Novi Grad („Neue Stadt“) genannt. Die Osmanen bauten an der heutigen Stelle der Stadt die Festung Fetislam. Das erste Mal erschien die Stadt mit ihrem heutigen Namen Kladovo in österreich-ungarischen Karten 1596.

## Geschichte

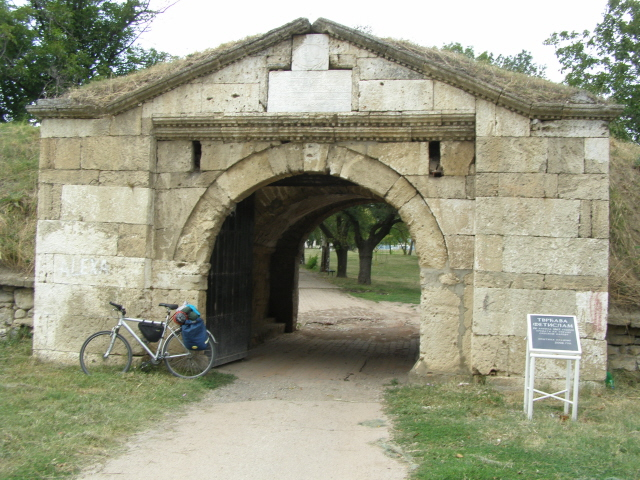
Die Festung Fetislam

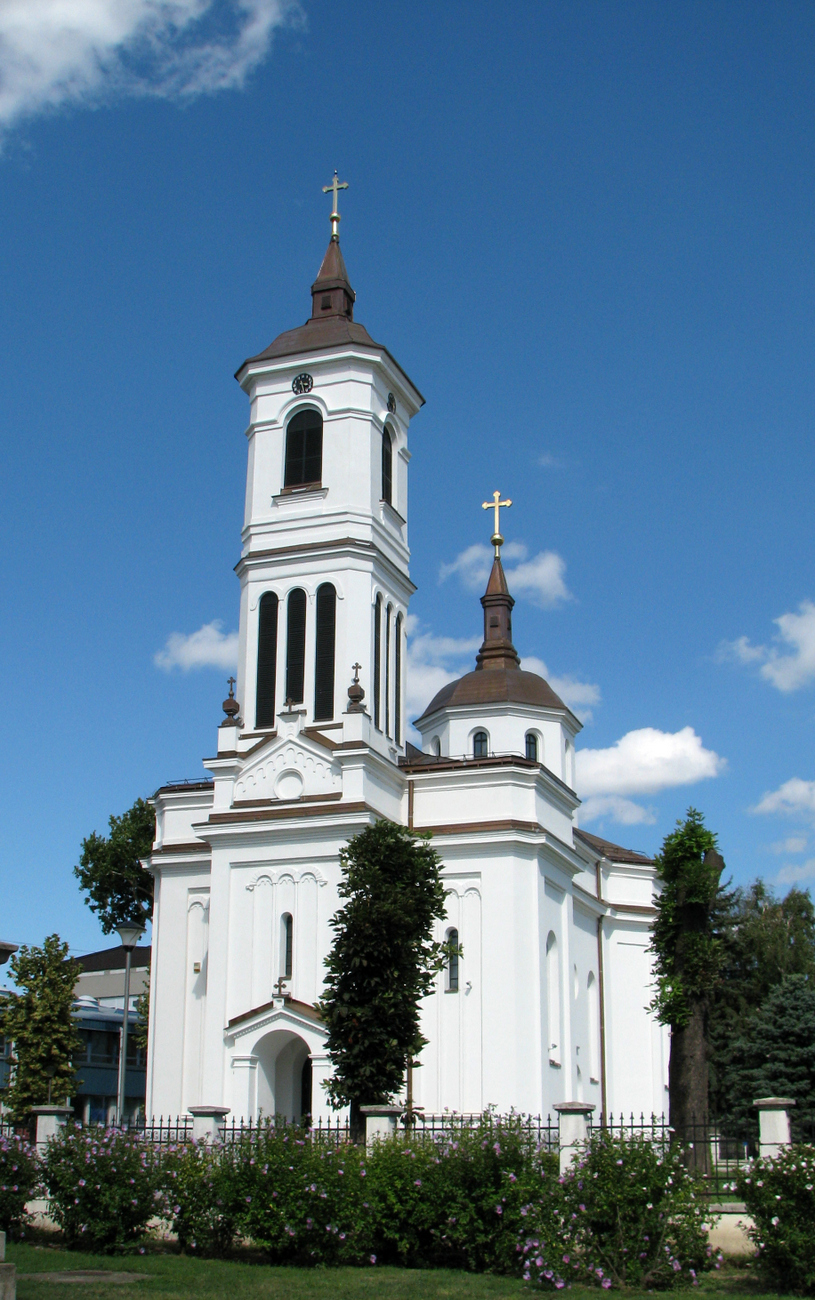
Serbisch-orthodoxe Kirche Hl. Georg

In alten Zeiten existierte eine Stadt namens Zanes an dem heutigen Standort dieser Stadt. Im Mittelalter gründeten Serben die Stadt Novi Grad (Нови Град) an der heutigen Stelle, jedoch wurde diese Stadt von den Ungarn im Jahre 1502 zerstört. Die Stadt von den Osmanen im Jahre 1524 wiederaufgebaut, und sie erhielt den Namen Fethi Islam  (Fetislam). Nach dem osmanischen Reisenden Evliya Çelebi, der die Stadt 1666 besuchte, sprachen die meisten Menschen dort die regionale slawische Sprache, jedoch sprachen auch einige Menschen Walachisch (Rumänisch).
1784 gab es 140 muslimische und 50 christliche Häuser. Nach dem Fall des Osmanischen Reiches zogen Menschen aus zentralserbischen Gebieten in die Stadt.
Bevor das Wasserkraftwerk Đerdap in direkter Nähe der Stadt gebaut wurde, war die Stadt ein kleines Dorf, welches aber sofort nach dem Bau des Kraftwerkes rasant gewachsen ist.

## Geographie und Tourismus

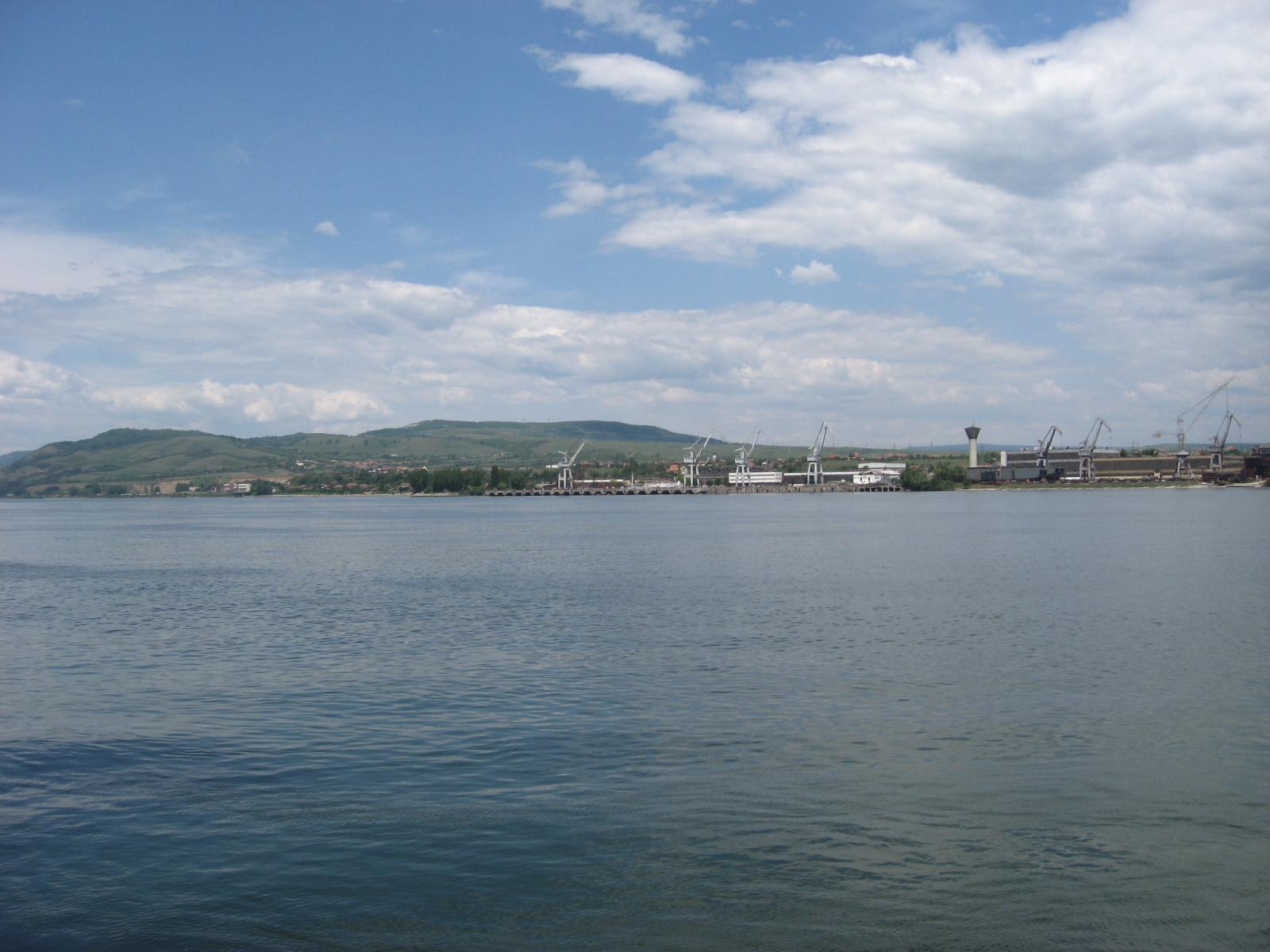
Die Donau bei Kladovo

Durch die vielen archäologischen Fundstätten in der Umgebung und dem Wasserkraftwerk Đerdap gibt es viele Attraktionen für Touristen. Die Stadt ist umgeben von der Donau im Norden und Nordosten, und durch eine Reihe von niedrigen Bergen im Süden, Westen und Süden. Am gegenüberliegenden Donauufer befindet sich die rumänische Stadt Drobeta Turnu Severin. Kladovo erstreckt sich über 3 Kilometer entlang der Donau. Der Nationalpark Đerdap bietet Jagdgebiete und viele Wanderwege.

## Einwohner
Die Volkszählung 2002 (Eigennennung) ergab, dass 9142 Menschen in der Stadt leben.
Weitere Volkszählungen:
- 1948: 2128
- 1953: 2336
- 1961: 2683
- 1971: 6957
- 1981: 8325
- 1991: 9626

## Wirtschaft
Das Kerngeschäft ist das Wasserkraftwerk „Đerdap“. Dieser Faktor ist neben der Landwirtschaft der wichtigste in der gesamten Gemeinde.

## Sonstiges

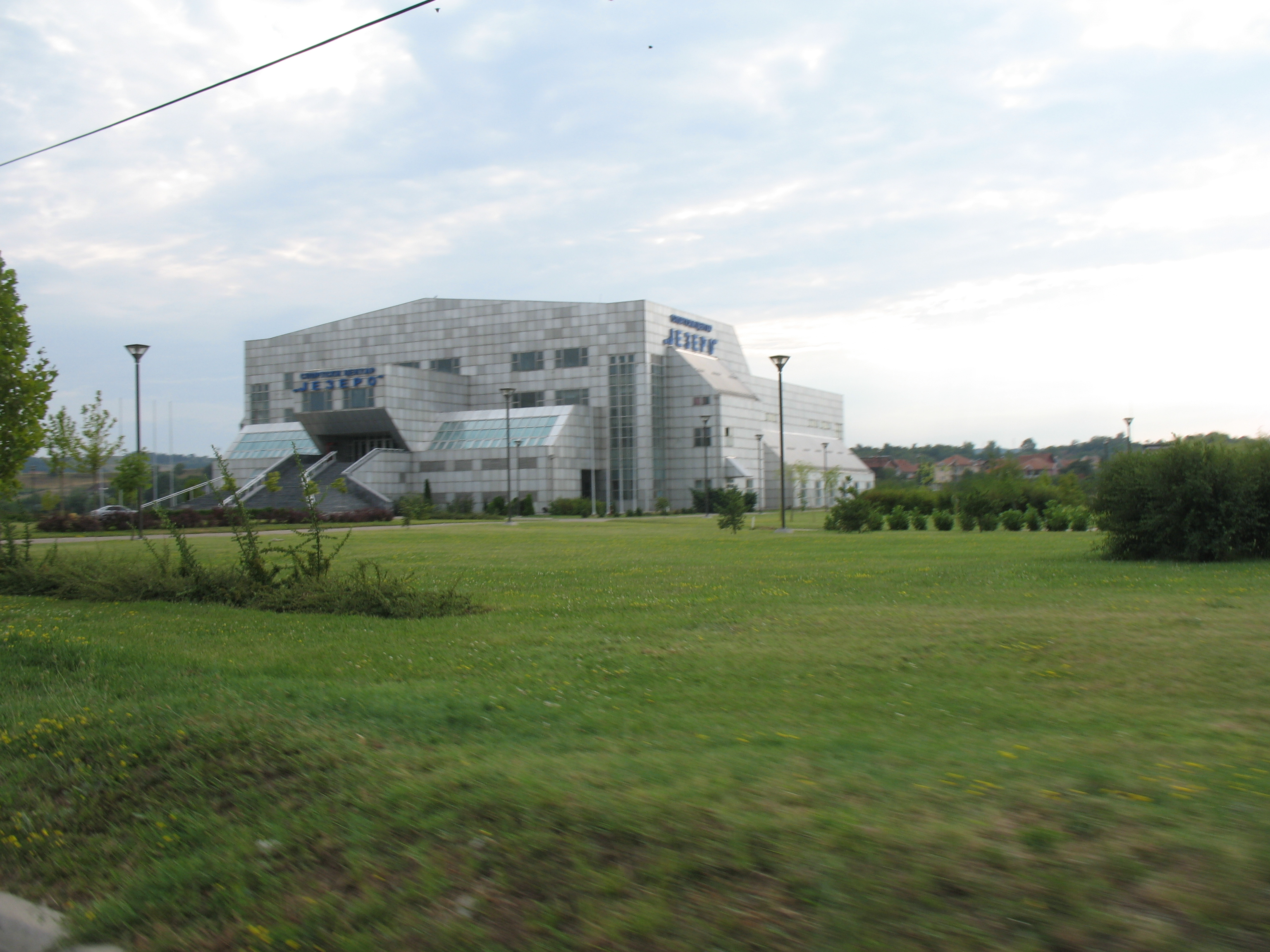
Die Sporthalle „Jezero“

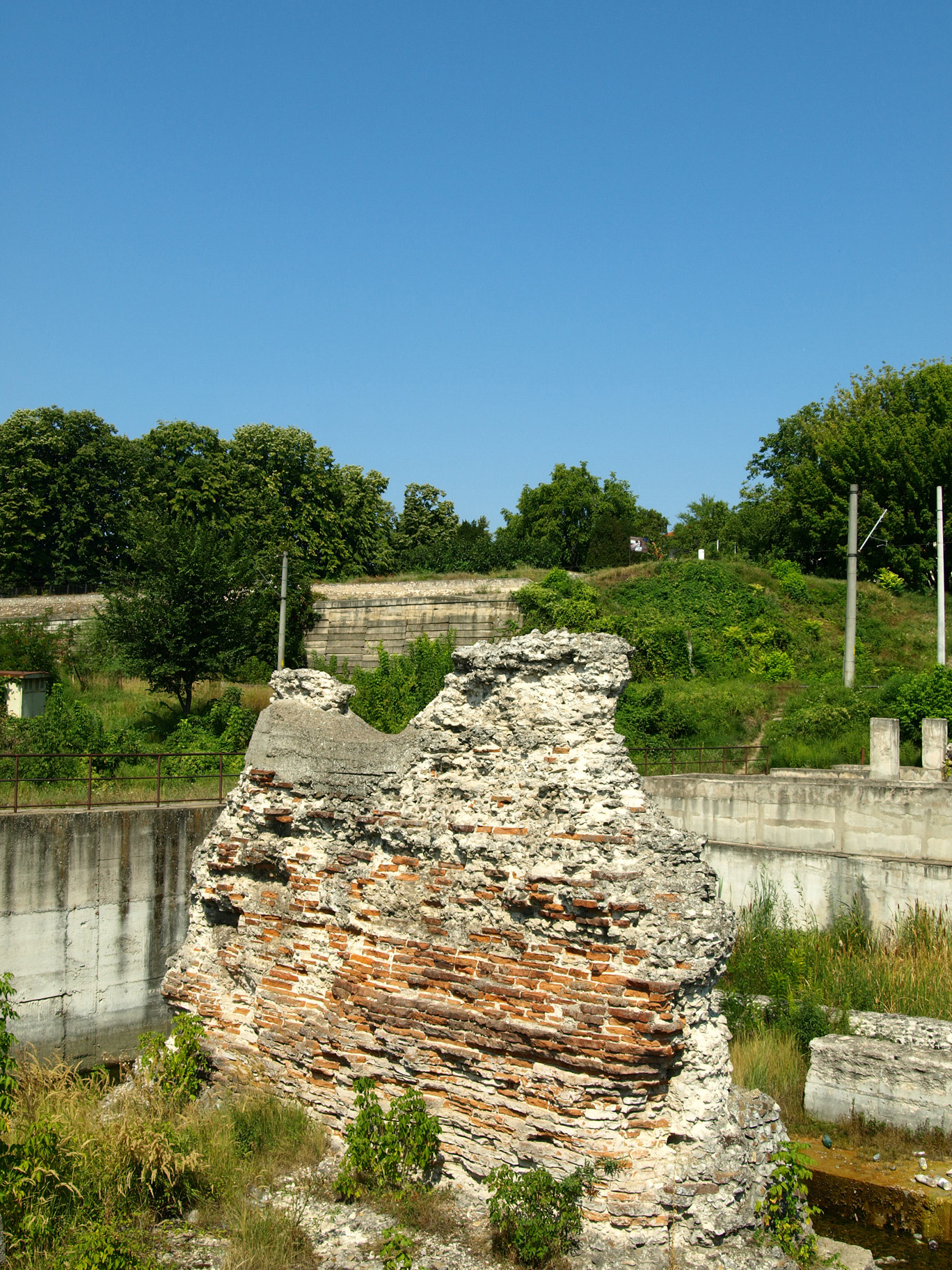
Pfeiler der Trajansbrücke

Die wichtigsten archäologischen Stätten in der Nähe sind die Tabula Traiana, Überreste der römischen Festung „Diana“ und der im Jahr 105 fertig gestellten 1,1 km langen Trajansbrücke des römischen Kaisers Trajan. Die Brücke war damals die längste erbaute Brücke der Welt und blieb dies, nach etwa 165 Jahren zerstört, über ein Jahrtausend lang.
Während der osmanischen Besetzung der Balkanhalbinsel wurde eine Festung in der Nähe der Stadt errichtet. Die Festung Fetislam (ursprünglich Feht-ul-Islam, bedeutet „Tor des Islam“) wurde im Jahr 1970 in einen Sport-Komplex mit Kinderspielplätze, Leichtathletik- und Fußball-, Handball-, Volleyball- und Tennisfelder umgewandelt. 
Von 1856 bis 1862 wurde die Serbisch-orthodoxe Kirche St. Georg erbaut.
Kladovo hat ein Krankenhaus, zwei Kindertagesstätten und Kindergärten-Center, eine Grundschule (Klassen 1 bis 8), ein Gymnasium sowie mehrere Berufsschulen. Obwohl die Donau sehr verschmutzt ist, fangen immer noch viele Menschen Fische darin. Bevor das Wasserkraftwerk errichtet wurde, wurden die Störe und der Kaviar als Delikatesse nach Westeuropa und in die USA exportiert. Die Stadt hat ein Hotel namens „Đerdap“ und ein Jugend-Camp namens „Karataš“ (Türkisch: kara-tash, auf Deutsch „schwarzer Stein“). Kladovo hat viele Cafés und Restaurants.

### Berühmte Häuser
Ein berühmter Wohnsitz ist der von Vuk Stefanović Karadžić, einem serbischen Linguisten und Reformer der serbischen Sprache.

## Wappen

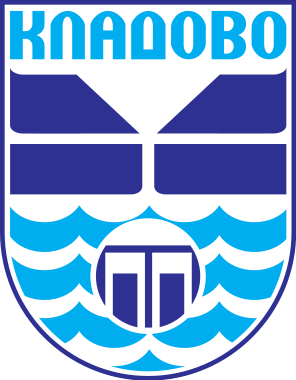
Kleines Wappen
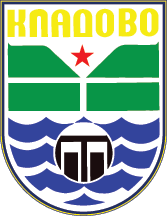
Ehemaliges Kleines Wappen in der SFR Jugoslawien

## Persönlichkeiten
- Darko Perić (* 1977), Schauspieler
- Teodora Špirić (* 2000), Singer-Songwriterin